# Arturo Chini Ludueña
Arturo Chini Ludueña (ur. 21 października 1904 w Caudà de Gomez, zm. 1993) – włoski piłkarz pochodzenia argentyńskiego grający na pozycji napastnika.

## Życiorys
Chini Ludueña przybył do Włoch w 1926 roku. Początkowo miał występować w zespole Juventusu, jednak ostatecznie trafił do stołecznej Alby. W Albie występował przez rok, jednak zespół nie odniósł sukcesu w Divisione Nazionale. W 1927 roku utworzono nowy klub, AS Roma i Chini został jego zawodnikiem, a jego partnerem w ataku został Rodolfo Volk. W 1928 roku osiągnął swój największy sukces w karierze, jakim było zdobycie Pucharu CONI. W sezonie 1928/1929 zajął 3. miejsce w Divisione Nazionale. W 1929 roku utworzono nową ligę – Serie A. Swój pierwszy mecz w tych rozgrywkach Antonio rozegrał 6 października, a Roma uległa na wyjeździe Alessandrii 1:3. W 1931 roku Chini został wicemistrzem Włoch, a w 1932 roku zajął z zespołem „giallorossich” 3. miejsce w lidze. W Romie grał do 1933 roku i wtedy zakończył piłkarską karierę w wieku 29 lat. W rzymskim klubie rozegrał 163 ligowych meczów i strzelił 56 goli.